# Nationaal Stadion (Bermuda)
Het Bermuda Nationaal Stadion is een stadion in Devonshire, Bermuda. Het stadion wordt gebruikt voor voetbalwedstrijden, atletiekwedstrijden en cricketwedstrijden. In het stadion passen ruim 8 duizend toeschouwers.